# آبشار وال
آبشار وال (به انگلیسی: Wall Falls) آبشاری است که در همیلتون (انتاریو)، کانادا واقع شده و ارتفاع کلی ریزشگاه آن ۴ متر (۱۳ فوت) است.